# Tommy Kenter
Pour les articles homonymes, voir Kenter.
Tommy Kenter, né le 15 avril 1950 à Copenhague (Danemark), est un acteur danois.

## Filmographie

### Au cinéma
- 1961 : Cirkus Buster : Hans Nielsen
- 1966 : Der var engang en krig : Skoleelev
- 1975 : Familien Gyldenkål : Barman
- 1975 : Piger i trøjen : Fritz
- 1976 : Julefrokosten : Kokken Marius
- 1977 : Alt på et bræt : Tv-reporter (non crédité)
- 1977 : En by i provinsen
- 1979 : Scapins rævestreger
- 1980 : Attentat : Kriminalassistent Sundbye
- 1980 : Undskyld vi er her : Viggo
- 1981 : Dansk naturgas
- 1981 : Kniven i hjertet : Postarbejder
- 1981 : Olsen-bandens flugt - over plankeværket : Mand i grusgrav
- 1981 : Slingrevalsen : Bilsælger
- 1982 : Opfinderkontoret
- 1984 : Ude på noget
- 1985 : Walter og Carlo - op på fars hat : Forbryder
- 1986 : Mord i mørket : Ole Kok
- 1986 : Take It Easy : Victor
- 1987 : Dreaming of Paradise : Blånæse (voix)
- 1990 : Dance of the Polar Bears : Far
- 1990 : Min kone forstår mig Ikke : Thor Mortensen
- 1990 : Oliver et Olivia : Uglen (voix)
- 1990 : Parløb
- 1992 : Kald mig Liva
- 1992 : Skibet i skilteskoven
- 1993 : Jul i juleland
- 1994 : Flemming og Berit
- 1995 : Aberne og det hemmelige våben : Weismüller (voix)
- 1995 : Kentex showet - En mand du ikke kan få
- 1995 : Sprængt nakke
- 1996 : Charlot og Charlotte
- 1998 : Hjerteflimmer
- 1998 : I Wonder Who's Kissing You Now : Sam
- 1998 : L'Ombre d'Andersen : Meisling - Öehlenschläger (voix)
- 1998 : Olsen Bandens sidste stik : Kjeld Jensen (non crédité)
- 2000 : Cirkeline 2 : Ost og kærlighed : Jordrotten P (voix)
- 2000 : D-dag - Boris
- 2000 : D-dag
- 2000 : Den blinde maler
- 2000 : Fruen på Hamre : Grove
- 2001 : Fukssvansen : Anton
- 2002 : L'Enfant qui voulait être un ours : Raven (voix)
- 2002 : Langt fra Las Vegas
- 2003 : Gaden
- 2005 : Allegro : Professeur Fromberg
- 2005 : Les Trois Mousquetaires : Rochefort (voix)
- 2006 : Princesse : Preben (voix)
- 2007 : Anja og Viktor - brændende kærlighed : Brandmajor Larsen
- 2007 : Hvordan vi slipper af med de andre : Ole
- 2008 : Anja & Viktor - I medgang og modgang : Larsen
- 2008 : Det perfekte kup : Jansen
- 2008 : Sommer
- 2009 : Livvagterne
- 2009 : Torben et Sylvia : Ormedoktor (voix)
- 2010 : Bølle Bob - Alle tiders helt : Politimester Quist
- 2010 : Oceaniden
- 2011 : Something in the Air : Larsen
- 2012 : Marie Krøyer : Sagfører Lachmann
- 2012 : Viceværten : Gregers
- 2013 : Otto the Rhino : Politimesteren (voix)
- 2013 : Rita
- 2014 : Hånd i hånd
- 2014 : Krummerne : Alt på spil : Vicevært Svendsen
- 2016 : Bedrag
- 2016 : Rosemari : Klaus Dreyer
- 2017 : Agatha, ma voisine détective : Kiosk-Arne
- 2017 : Behold, Such Clown
- 2017 : Below the Surface (Gidseltagningen) (série télévisée)
- 2018 : Cirkeline, Coco og det vilde næsehorn : Arnold (voix)
- 2018 : Lila
- 2018 : Lykke-Per

### Comme scénariste
- 1984 : Gæt & grimasser
- 1987 : Dansk naturgas
- 1995 : Kentex showet - En mand du ikke kan få
- 2007 : Kentex 4

## Récompenses et distinctions
- (en) Tommy Kenter: Awards, sur l'Internet Movie Database
- 1991 : Bodil du meilleur acteur pour Lad isbjørnene danse
- 2002 : Bodil du meilleur acteur dans un second rôle pour Fukssvansen
- 2013 : Bodil du meilleur acteur dans un second rôle pour Marie Krøyer